# Renovação urbana

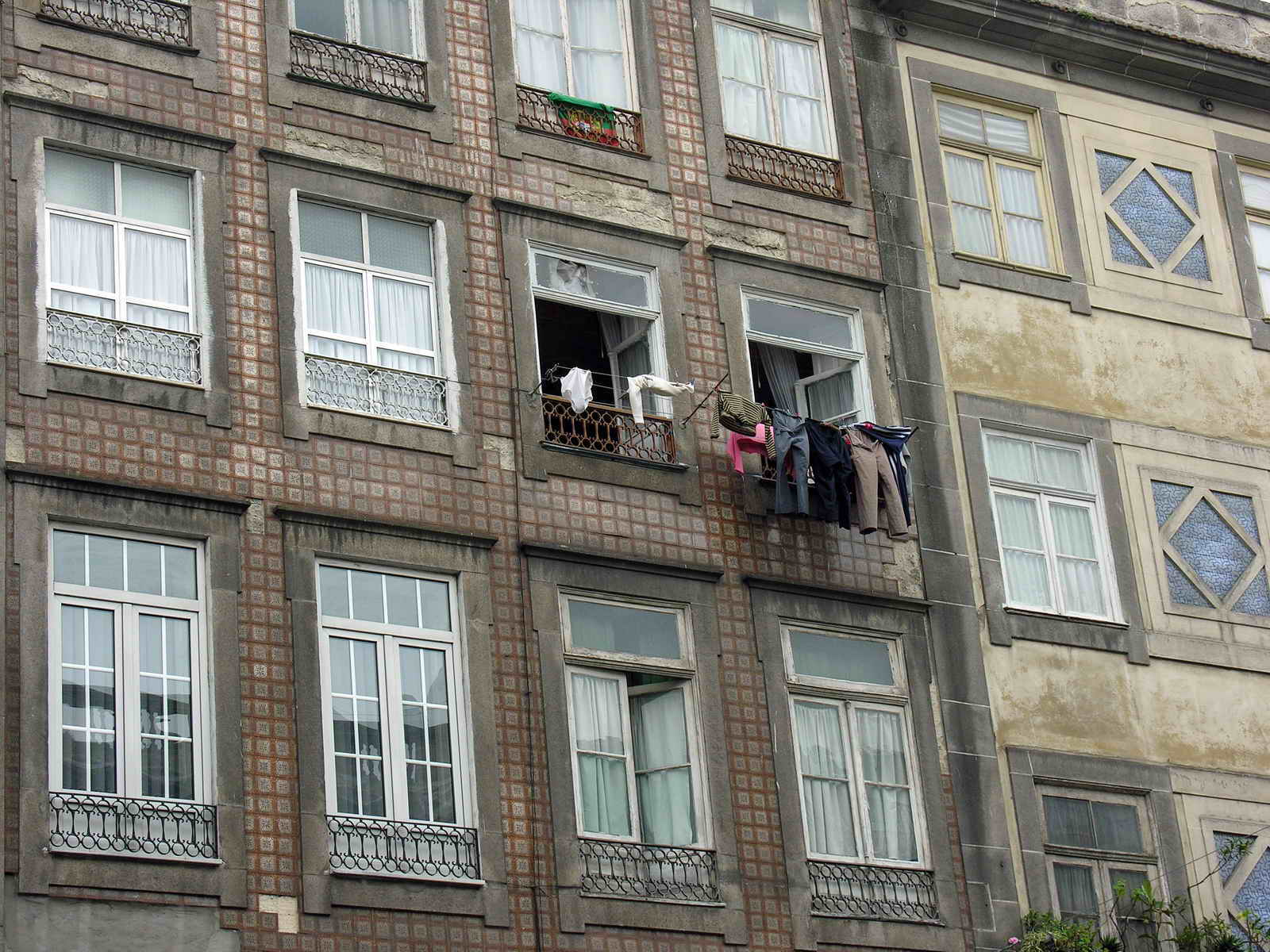
Porto, Portugal. Um benefício da reabilitação urbana é estimular os processos de renovação da identidade

Renovação ou reabilitação urbana é a transformação de uma cidade, zona ou outra área urbana a fim de rejuvenecê-la.
Esta renovação pode abranger edificações, transporte e infraestrutura de uma determinada área urbana. Trata-se do processo de reconstrução de área antigas que precisam de manutenção e modernização para continuar suplantar o seu uso ou para atender a novos usos.
O processo de renovação pode envolver a demolição de prédios antigos ou inadequados para a construção de habitações ou construções mais atualizadas.

## Em Portugal
Desde 2009 a Reabilitação Urbana em Portugal é regida pelo Regime Jurídico da Reabilitação Urbana, estabelecido pelo Decreto-Lei n.º 307/2009, de 23 de Outubro. 

Este define no seu artigo 2.º como área de intervenção a ARU - Área de Reabilitação Urbana: “uma área territorialmente delimitada que, em virtude da insuficiência, degradação ou obsolescência dos edifícios, das infraestruturas, dos equipamentos de utilização coletiva e dos espaços urbanos e verdes de utilização coletiva, designadamente no que se refere às suas condições de uso, solidez, segurança, estética ou salubridade, justifique uma intervenção integrada, através de uma operação de reabilitação urbana aprovada em instrumento próprio ou em plano de pormenor de reabilitação urbana”.
A ARU pode abranger:
- Áreas e centros históricos;
- Património cultural imóvel classificado ou em vias de classificação e respetivas zonas de proteção;
- Áreas urbanas degradadas;
- Zonas urbanas consolidadas.

Cabe aos municípios a delimitação da ARU e a definição de apoios e benefícios fiscais associados aos impostos municipais sobre o património, a conceder aos proprietários e detentores de direitos sobre o património edificado, objeto das ações de reabilitação urbana. Em geral, os benefícios atribuídos pelos municípios passam por:
- Isenção de IMI dos imóveis ou frações que sejam objeto de obras de reabilitação nas ARU por 3 anos, renovável por mais 5 anos;
- Isenção de IMT nas aquisições de prédios urbanos ou de fracções autónomas de prédios;
- Aplicação da taxa reduzida do IVA (6%) nas empreitada de reabilitação urbana;
- Os proprietários de imóveis objeto de obras de reabilitação podem deduzir à colecta, até ao limite de 500€, 30% dos encargos relacionados com a respectiva reabilitação;
- Redução das taxas municipais de urbanismo;
- Vistoria prévia gratuita.

## Exemplos
- EXPO'98 em Lisboa
- Docklands em Londres